# Rua Cidade de Bolama
A Rua Cidade de Bolama é uma rua de Lisboa, localizada na freguesia dos Olivais, especificamente no bairro dos Olivais Sul.
Criada na década de 1960, quando da urbanização da zona da cidade, recebeu em 1970 o seu nome em homenagem à cidade guineense de Bolama, na altura parte do Império Português. Este nome foi dado em linha com os restantes nomes das ruas dos Olivais Sul, onde se procurou homenagear militares mortos na contemporânea Guerra Colonial e localidades do Império. Antigamente era a Rua D2 — Célula D — Olivais Sul (com o Impasse DG) e abrangia os lotes 377 a 379, 382 a 387 e os lotes 389 a 393. Hoje, esses mesmos lotes ganharam números de polícia.
É uma rua movimentada, considerada hoje em dia o centro do bairro dos Olivais Sul devido à sua posição central e à grande quantidade de serviços presentes. O Spacio Shopping (antigo Olivais Shopping Center) constitui-se como o principal polo de referência.
A rua descreve uma espécie de elipse, na qual toca em ambas as pontas na Rua Cidade de Bissau, se bem que, em alguns documentos da Câmara Municipal de Lisboa, apareça prolongando-se até à Avenida Cidade de Lourenço Marques, estando no entanto, no local, placas com a indicação "Rua Cidade de Bissau". Afluem à Rua Cidade de Bolama a Rua Vila de Bissorã e a Rua Dom Aleixo Corte-Real, bem como é possível a comunicação direta pedonal com a Rua Vila de Catió e com a Rua Cidade da Praia.